# Філіп Сандблом
Філіп Сандблом (швед. Philip Sandblom, 29 жовтня 1903 — 21 лютого 2001) — шведський яхтсмен.
Бронзовий призер Олімпійських Ігор 1928 року в класі 8 метрів.